# Miki Nagasawa
Miki Nagasawa (長沢 美樹, Nagasawa Miki, Obihiro, 11 de julho de 1970) é uma dubladora japonesa, afiliada da Atomic Monkey.

## Trabalhos

### Anime
- After War Gundam X (Perla Ciss)
- Akihabara Dennou Gumi (Kamome Sengakuji)
- Black Lagoon (Greenback Jane)
- Boys Be (Yumi Kazama)
- Candidate for Goddess (Kizna Towryk)
- Claymore (Helen)
- Cowboy Bebop (Judy)
- Death Note (Wedy)
- Detective Conan (Yoko Okino)
- éX-Driver (Lisa)
- Gate Keepers (Keiko Ochiai)
- Love Hina (Tsuruko Aoyama)
- Martian Successor Nadesico (Izumi Maki)
- Macross 7 (Jessica)
- Mezzo DSA (Sakura Sakurada)
- Monster Rancher (Poison)
- Naruto (Toki)
- Neon Genesis Evangelion (Maya Ibuki)
- One Piece (Wicca)
- Princess Nine (Hayakawa Ryo)
- Seraphim Call (Shion Murasame)
- Skip Beat! (Kyoko Mogami)
- Stressed Eric (Maria Gonzalez)
- Super Doll★Licca-chan (Tomonori Fujitani)
- Super Robot Wars (Sleigh Presty)
- Vampire Princess Miyu (Miyu)
- Variable Geo (Satomi Yajima)
- Hunter × Hunter (Baise; Coco Lo)[1]

### OVA
- Blue Submarine No. 6 (Mutio)
- Key the Metal Idol (Sakura Kuriyagawa)
- Mobile Suit Gundam MS IGLOO (Monique Cadillac)

### CD drama
- Fruits Basket (Momiji Sohma)
- Gravitation (Reiji)
- Hayate X Blade (Miyamoto Shizuku)
- Skip Beat! (Kyōko Mogami)
- Fushigi Yugi Genbu Kaiden (Uruki)

### Jogos
- Capcom vs. SNK 2 (Cammy e Maki)
- Final Fantasy X (Shelinda)
- Final Fantasy X-2 (Shelinda)
- Genji: Dawn of the Samurai (Kuyo)
- Genji: Days of the Blade (Kuyo)
- Mobile Suit Gundam Side Story: The Blue Destiny (Maureen Kitamura)
- Shadow Hearts 2 (Karin Koenig)
- Tales of Vesperia (Droite, Sodia)